# Crepidorhopalon
Crepidorhopalon, rod jednogodišnjeg bilja iz porodice ljuborovki (Linderniaceae). Pripada mu 34 vrste rasprostranjenih po tropskoj Africi i Madagaskaru

## Opis
Sitne jednogodišnje biljke, bez bazalne rozete; korijenje bjelkasto. Stabljike 4-uglaste, ponekad okriljene. Listovi nasuprotni i  obično sjedeći, žilanje obično dlanasto. Cvjetovi su pojedinačni i s donje strane u pazušcu, s gornje strane u labavim završnim gronjama s nekoliko cvjetova. Brakteje u nejednakim parovima. Čaška 5-režnjevita, rebrasta ili krilata. Vjenčić s 2 usne; cijev cilindrična; gornja usna 2-režnjevita, ćubasta; donja usna veća, 3-režnjevita, s dlačicama koje imaju višestaničnu bazu i batičastu krajnju stanicu. Prašnika 4, plodni. Nektarija nema. Jajnik 2-lokularni; ovula mnogo. Plod duguljasta, gola čahura. Sjemenke sitne, brojne, pokožica tankih stijenki.

## Vrste
1. Crepidorhopalon affinis (De Wild.) Eb.Fisch. ex Govaerts
2. Crepidorhopalon alatocalycinus Eb.Fisch.
3. Crepidorhopalon bifolius (Skan) Eb.Fisch.
4. Crepidorhopalon chironioides (S.Moore) Eb.Fisch.
5. Crepidorhopalon debilis (Skan) Eb.Fisch.
6. Crepidorhopalon droseroides Eb.Fisch., Wursten & I.Darbysh.
7. Crepidorhopalon flavus (S.Moore) I.Darbysh. & Eb.Fisch.
8. Crepidorhopalon goetzei (Engl.) Eb.Fisch.
9. Crepidorhopalon gracilis (Pilg.) Eb.Fisch.
10. Crepidorhopalon hartlii Eb.Fisch.
11. Crepidorhopalon hepperi Eb.Fisch.
12. Crepidorhopalon involucratus (Philcox) Eb.Fisch.
13. Crepidorhopalon kwaleensis I.Darbysh. & Eb.Fisch.
14. Crepidorhopalon latibracteatus (Skan) Eb.Fisch.
15. Crepidorhopalon laxiflorus Eb.Fisch.
16. Crepidorhopalon malaissei Eb.Fisch.
17. Crepidorhopalon manganicola Eb.Fisch.
18. Crepidorhopalon membranocalycinus Eb.Fisch.
19. Crepidorhopalon microcarpaeoides (Bonati) Eb.Fisch.
20. Crepidorhopalon mutinondoensis Eb.Fisch. & I.Darbysh.
21. Crepidorhopalon namuliensis I.Darbysh. & Eb.Fisch.
22. Crepidorhopalon parviflorus (Philcox) Eb.Fisch.
23. Crepidorhopalon perennis (P.A.Duvign.) Eb.Fisch.
24. Crepidorhopalon robynsii Eb.Fisch.
25. Crepidorhopalon rupestris (Engl.) Eb.Fisch.
26. Crepidorhopalon scaettae (Staner) Eb.Fisch.
27. Crepidorhopalon schweinfurthii (Oliv.) Eb.Fisch.
28. Crepidorhopalon spicatus (Engl.) Eb.Fisch.
29. Crepidorhopalon symoensii Eb.Fisch.
30. Crepidorhopalon tenuifolius (Philcox) Eb.Fisch.
31. Crepidorhopalon tenuis (S.Moore) Eb.Fisch.
32. Crepidorhopalon uvens (Hiern) Eb.Fisch.
33. Crepidorhopalon welwitschii (Engl.) Eb.Fisch.
34. Crepidorhopalon whytei (Skan) Eb.Fisch.